# Phalombe
Phalombe is een plaats in Malawi en is de hoofdplaats van het gelijknamige district Phalombe.
Phalombe telt naar schatting 3000 inwoners.